# Carmen a Cigana
Carmen, a Cigana é um filme de longa-metragem brasileiro, de aventura, dirigido por Pereira Dias. Foi lançado no ano de 1976 e tem duração de 95 minutos. O próprio diretor Pereira Dias escreveu o roteiro em colaboração com o ator Teixeirinha. 

## Sinopse
Paulo homem muito rico, dono de uma construtora, passa a maior parte de suas horas de lazer em seu barco, cuidado por um pescador, que em dado momento conta sua história a Paulo. Ele tinha uma filha de 4 anos de idade, chamada Lucinha, que fora raptada a vinte anos atrás por um vizinho, e mais tarde adotada por um bando de ciganos. Paulo se interessa pela história guardando consigo uma foto da menina. Ajudado por seu irmão e um atrapalhado detetive chamado Konchark, descobrem um acampamento de ciganos nas redondezas e lá tentam descobrir se Lucinha faz parte deste acampamento. Misto de aventura, drama e comédia, este filme é tributo de Teixeirinha e sua grande amada Mary Terezinha. A história envolve a paixão arrebatadora do cantor gaúcho por uma bela cigana e todas as complicações que uma gangue de malfeitores arruma para atrapalhar o final feliz. Encenado em Porto Alegre, Teixeirinha mostra os costumes do povo cigano, com suas lendas, músicas e hábitos.  

## Elenco
- Teixeirinha
- Mary Terezinha
- Jimmy Pipiolo
- Teixeirinha Filho
- Dimas Costa
- Ivan Castro
- Jesus Tubalcain
- Nina Rosa
- Vânia Elizabeth
- Pereira Dias
- Themis Ferreira
- Danny Gris
- Júlio Cezar
- Maria Gris

## Informações Técnicas
- Distribuição: Ouro Filmes – Teixeirinha Produções
- Apresentação: Porto Feliz
- Produção: Teixeirinha Produções
- Diretor de Produção: Rui Favalle Bastide
- Direção: Pereira Dias
- Argumento: Vitor Mateus Teixeira
- Fotografia: Milton Barragan
- Música: Pedro Amaro
- Cinematografia: Milton Barragan
- Cenografia: Emil Zelinski
- Figurino: Judite Cabreira
- Assistente de direção: Pedro Pereira Dias Neto e Lourival Pereira
- Departamento de som: Júlio Perez Caballar
- Assistentes de câmera: Pereira Dias Filho e Enio Staub
- Coreografia: Jane Dickei
- Continuista: Sônia Maria
- Colorido: Eastmanocolor

## Ligação externa
- Carmen a Cigana. no IMDb.
- Carmen, a cigana no Adorocinema